# Challenger 2
Tancul britanic FV 4034 Challenger 2 este un tanc principal de luptă în serviciul Armatei Britanice și în Oman.
Este un tanc bazat pe tancul britanic Challenger 1, dar reproiectat, mai puțin de 5% dintre componente sunt interschimbabile cu piese de la Challenger 1. 

## Utilizatori
- Oman - în prezent
- Regatul Unit - în prezent